# Pistoia Basket 2008-2009
Il Pistoia Basket 2000 stagione 2008-2009, sponsorizzato Carmatic, ha preso parte al campionato professionistico italiano di Legadue.

## Verdetti
- Legadue:
  - stagione regolare: 13º posto su 16 squadre (13-17).

## Roster
| Giocatori |
| --------- |

|    | Naz.                   | Ruolo | Sportivo              | Anno | Alt. | Peso |  |
| -- | ---------------------- | ----- | --------------------- | ---- | ---- | ---- |  |
| 5  | Italia (bandiera)      | PG    | Riccardo Santolamazza | 1983 | 193  | 82   |  |
| 6  | Stati Uniti (bandiera) | AC    | Elton Tyler           | 1979 | 205  | 112  |  |
| 7  | Italia (bandiera)      | GA    | Guido Rosselli        | 1983 | 198  | 100  |  |
| 8  | Italia (bandiera)      | AC    | Fiorello Toppo        | 1980 | 198  | 106  |  |
| 12 | Italia (bandiera)      | A     | Massimo Baroncelli    | 1989 | 200  | 85   |  |
| 13 | Italia (bandiera)      | PG    | Alessandro Infanti    | 1985 | 190  | 88   |  |
| 17 | Italia (bandiera)      | G     | Stefano Rabaglietti   | 1983 | 188  | 77   |  |
| 18 | Italia (bandiera)      | AC    | Emanuele Ancillai     | 1984 | 203  | 95   |  |

| Staff tecnico                |
| ---------------------------- |
| Allenatore: Maurizio Lasi    |
| dal 15 gennaio Paolo Moretti |
| Assistente: Fabio Bongi      |

| Giocatori acquisiti a stagione in corso |
| --------------------------------------- |

|    | Naz.                                     | Ruolo | Sportivo                          | Anno | Alt. | Peso |  |
| -- | ---------------------------------------- | ----- | --------------------------------- | ---- | ---- | ---- |  |
| 9  | Stati Uniti (bandiera)                   | P     | Jerry McCullough dal 5 dicembre   | 1973 | 178  | 80   |  |
| 19 | Dominica (bandiera) · Francia (bandiera) | C     | Sylvere Bryan dal 23 gennaio      | 1981 | 208  | 106  |  |
| 10 | Argentina (bandiera) · Italia (bandiera) | G     | Juan Marcos Casini dal 30 gennaio | 1980 | 188  | 85   |  |

| Giocatori ceduti a stagione in corso |
| ------------------------------------ |

|    | Naz.                   | Ruolo | Sportivo                            | Anno | Alt. | Peso |  |
| -- | ---------------------- | ----- | ----------------------------------- | ---- | ---- | ---- |  |
| 20 | Lituania (bandiera)    | A     | Arnas Kazlauskas fino al 25 gennaio | 1976 | 203  | 104  |  |
| 4  | Stati Uniti (bandiera) | P     | Brent Darby fino al 17 febbraio     | 1981 | 185  | 91   |  |

Legaduebasket: Dettaglio statistico